# 위와노조온
위와노조온(학명: Yuyuanozoon)은 가장 큰 고충동물로, 길이가 약 20.2cm이다. 위와노조온의 몸은 6개의 체절로 나뉘며, 새공(각 구멍에서 새근이 뻗어있음)은 두 번째 체절에서 시작하여 모든 신체 부분의 양쪽에 대칭적으로 배치되어 있다. 원통형 꼬리는 7개의 체절로 나뉘며, 다른 모든 고충동물의 꼬리와 다르게 생겼다.